# Мути, Этторе
Этторе Мути (итал. Ettore Muti; 2 мая 1902, Равенна — 24 августа 1943, Фьюмичино, Рим) — итальянский фашистский политический и военный деятель, лётчик. Первый (генеральный) секретарь Национальной фашистской партии с 31 октября 1939 по 30 октября 1940 года.

## Биография
Во время Первой мировой войны, в 1915 году (по другим данным в 1917 году) вступил в 6-й пехотный полк бригады «Аоста».
После войны принимал участие в попытке итальянских националистов захватить Фиуме. В 1921 году Мути вступил в фашистскую группу в Равенне и в 1922 году основал местную организацию партии фашистов. С 1924 года он стал офицером фашистской милиции (MNVP), с 1932 — консул фашистской милиции в Триесте. В 1935 году поступил добровольцем в армию, участвовал в итало-эфиопской войне, был пилотом бомбардировочной авиации, дослужившись до звания лейтенант. В составе итальянских экспедиционных войск участвовал в военных действиях в Испании под псевдонимом «Валери Джим». В 1939 году участвует во вторжении в Албанию.
31 октября 1939 года был назначен первым (генеральным) секретарем Национальной фашистской партии, сменив на этом посту Акилле Стараче, однако 30 октября 1940 года заменен Адельки Серенной. 
После ареста Бенито Муссолини 25 июля 1943 года попытался поднять на его защиту фашистов, но 24 августа 1943 года Мути погиб при невыясненных обстоятельствах в Фьюмичино под Римом. В официальном сообщении, которое сделало правительство Пьетро Бадольо, было заявлено, что было произведено несколько выстрелов из ружья со стороны леса по Мути и его охране, которая состояла из карабинеров; Мути попытался бежать, но случайно был убит одним из карабинеров. По другим данным, он был убит своей же охраной, так как состоял в заговоре против режима Бадольо.
В Итальянской социальной республики в честь Этторе Мути был назван Автономный мобильный легион.